# Ecpleopus gaudichaudii
Ecpleopus gaudichaudii är en ödleart som beskrevs av  Duméril och BIBRON 1839. Ecpleopus gaudichaudii ingår i släktet Ecpleopus och familjen Gymnophthalmidae. Inga underarter finns listade i Catalogue of Life.